# 玄皓战记
《玄皓战记》是在《龙漫少年星期天》连载的漫画，作者是中国漫画家郑多强。讲的是一个懂中国风水术的少年青乌师在一次意外中得到上古神器“玄皓”。

## 人物
老白虎唐敖空、叶遥
、唐啸天、天煞。